# هورس لاند (لعبة)
هورس لاند، هي مجتمع إنترنت ولعبة متصفح يعتني أعضاؤها بالخيول والكلاب ويدربونها ويعرضونها. بدأت هورسلاند في عام 1994 في الولايات المتحدة ونمت لتشمل أكثر من 8 ملايين مستخدم يلعب من جميع أنحاء العالم. يُعتبر معظم اللاعبين من الإناث بعمر من 10 وحتى 22 عامًا، ويلعب عدد من البالغين هذه اللعبة أيضًا. أُطلقت في الولايات المتحدة في سبتمبر عام 2006 السلسلة الكرتونية هورس لاند، إذ انتشرت السلسلة الآن في جميع أنحاء العالم. وقد أُغلقت اللعبة في وقت ما في أبريل ولم تعد موجودة على الإنترنت حاليًا.

## لمحة تاريخية
نشأت لعبة هورس لاند -وهي محاكاة اللعبة الحقيقية- من صفحة ويب مخصصة للخيول أُطلقت في عام 1994، وقد تضمن الموقع الأصلي لوحات إعلانات ومنتديات ناقش الأعضاء فيها حبهم للخيول وشاركوا في ألعاب ذات صلة بالخيول. سرعان ما طُور نظام اللعب، وأطلقت شركة «هورس لاند إل إل سي» لعبة هورس لاند بعد ذلك بوقت قصير، إذ تُعتبر تهيئة الخيول الافتراضية وامتلاكها وتدريبها، والتي يمكن للاعبين الاهتمام والمنافسة بها في العروض عبر الإنترنت، من مميزات هذه اللعبة.
ولّد الاهتمام بلعبة هورس لاند إصدارًا أوليًا جديدًا بالتزامن مع ازدياد شعبية اللعبة، وأيضًا ولّد في وقت لاحق سلسلة من الرسوم الكاريكاتيرية والروايات القصيرة. عقدت شركة «هورس لاند إل إل سي» في عام 2006 شراكة مع شركة «دي آي سي إنترتيمنت» لإنتاج مسلسل هورس لاند تي جي 4 بناءً على لعبة الموقع الإلكتروني.
أطلقت شركة هورس لاند في 28 أكتوبر عام 2008 موقع ويب مُحسن يتضمن عالمًا تفاعليًا ثلاثي الأبعاد من الأحصنة والأفاتار القابلين للتعديل حسب الطلب، وافتُتح متجر جديد لبيع ملابس وأرسُن للأفاتار، وقُدم عالم تفاعلي ثلاثي الأبعاد أتاح للاعبين ركوب خيولهم والدردشة مع أشخاص آخرين.
هناك عروض قفز تفاعلية جديدة ثلاثية الأبعاد، إذ قدمت شركة هورس لاند إلى جانب هذه التغييرات نموذج دفع المعاملات الصغيرة من خلال «عملات» هورس لاند التي تُباع عبر مجموعة متنوعة من خيارات الدفع. تقدم هورس لاند أيضًا «عضوية مميزة» تتيح ميزات حصرية في اللعبة.
قوبلت اللعبة المحسنة بانتقادات من اللاعبين القدامى في اللعبة، ويبدو أن العضوية انخفضت بشكل تدريجي. استخدمت أجزاء كبيرة من اللعبة برنامج أدوبي فلاش، وأصبحت العديد من أجزاء اللعبة مُعطلة بعد توقف دعم المتصفحات الشائعة لصيغة اللعبة، ولم يُجرِ طاقم اللعبة أي تحديثات رسمية منذ نهاية عام 2016 وحتى وقت ما من نهاية عام 2018 عندما أُعلن عن إغلاق اللعبة بشكل نهائي في 1 يناير عام 2019. أُغلقت اللعبة بشكل رسمي في أبريل عام 2019.

## لعبة هورس لاند جونيور
أُطلقت لعبة هورس لاند جونيور في 1 سبتمبر عام 2006، إذ أظهرت هذه اللعبة شخصيات من المسلسل الكرتوني هورس لاند، وقد كانت نسخة مُبسطة للغاية من «هورس لاند وورلد» ومناسبة للأطفال الذين تقل أعمارهم عن 13 عامًا، فكانت رسومات اللعبة بسيطة وملونة وجذابة للجمهور صغير السن.
تتشابه لعبة هورس لاند جونيور مع لعبة هورس لاند وورلد في إمكانية إنشاء اللاعبين أحصنة افتراضية والتفاعل معها، وتتيح هذه اللعبة أيضًا اختيار حصان (من بين الشخصيات التي ستجدها أيضًا في مسلسل الرسوم المتحركة هورس لاند) واختيار اسمه واسم اللاعب، ويمكن للاعبين زيارة أحصنتهم في مرابطها والعناية بها بطرق متنوعة، ويجب عليهم تغذية الأحصنة بشكل يومي وتمرينها بشكل منتظم وفحصها من قبل طبيب بيطري وتزويدها بالأرسُن.
يمكن للاعبين الدخول في عروض القفز البسيطة من أجل المتعة، إذ أصدرت هورس لاند خلال العطلات عروضًا ذات طابع خاص (مثل عيد الهالوين وعيد الميلاد وعيد الفصح)، وكان هناك قائمة بالعشرة الأوائل المتصدرين الذين دخلوا المعرض.
قُدم «تريل رايد» في ديسمبر عام 2008، والذي أعطى في الحقيقة القدرة للاعبين على ركوب خيولهم بمشاهد مشابهة للمسلسل الكرتوني هورس لاند والتفاعل مع لاعبين آخرين؛ بما في ذلك تكوين صداقات جديدة والدردشة المحدودة بعدد معين من العبارات. يمكن للاعبي هورس لاند جونيور تحديث اللعبة إلى لعبة هورس لاند وولد بإذن من الوالدين.
أُغلقت لعبة هورس لاند جونيور في فبراير عام 2009، ويُمنح الآن الأطفال الذين تقل أعمارهم عن 13 عامًا حساب «جونيور» في لعبة هورس لاند الأساسية. تتوافق حسابات «جونيور» مع قانون حماية خصوصية الأطفال على الإنترنت، فلا يمكن للأطفال في هذه اللعبة إرسال أو تلقي رسائل خاصة أو الدردشة بحرية.

## لعبة هورس لاند
أُعيدت تسمية اللعبة الأصلية على موقع هورس لاند في 1 سبتمبر عام 2006 من «هورس لاند» إلى «هورس لاند وورلد»، وذلك عندما أُطلقت لعبة «هورس لاند جونيور»، ثم غُير اسمها مرة أخرى إلى «هورس لاند» عندما أُغلقت لعبة «هورس لاند جونيور» في فبراير عام 2009.
تُمكّن لعبة «هورس لاند» اللاعبين من شراء الخيول وبيعها والعثور على إصطبلات جيدة من أجل إيواء خيولهم وإيجاد مدرب عادل والدردشة مع الأصدقاء والمشاركة في عروض الخيل والحصول على صفحة رئيسية.
حصل بعض الجدل بين اللاعبين بعد التغييرات التي حصلت في 28 أكتوبر عام 2008، إذ كان تغيير العملة المستخدمة في اللعبة من «إتش إل دي» إلى «إتش إل سي» هو أحد هذه التغييرات، وتختلف قيمة قطعة نقدية واحدة من «إتش إل سي» عن قيمة «إتش إل دي» القديمة، وهو الأمر الذي أدى إلى تغيير الأسعار في اللعبة لتعكس قيمة العملة الجديدة. أزالت شركة هورس لاند أيضًا قدرة اللاعبين الأساسيين (الحسابات المجانية) في الحصول على أموال مجانية. يكسب اللاعبون المال الآن عن طريق ممارسة الألعاب.

## العالم
العالم هو مكان يستطيع اللاعبين الالتقاء فيه والدردشة ولعب الأدوار في عالم افتراضي. يحتوي العالم على عدة خوادم مختلفة لاستيعاب العديد من اللاعبين، مع مجموعة متنوعة من الأماكن التي يمكن استكشافها، ويقوم «المشرفون» الموجودون في العالم بعملية المراقبة لمنع المضايقات واللغة المبتذلة وما إلى ذلك. شكلت مجموعات من اللاعبين لعبة تبادل أدوار فرعية ضمن لعبة هورس لاند، إذ أنشؤوا شخصياتهم الخاصة التي تتصرف كشخصياتهم المذكورة في العالم أو في رسائل اللاعبين الآخرين.

## المتجر
يبيع متجر «هورس لاند آوت فيترز» ملابس وأزياء تُلائم اللاعبين وأفاتار الخيول، إذ يمكن أن يكلف الرسن من 800 حتى 3750 قطعة نقدية، ويمكن للاعبين أيضًا إضافة عناصر متعددة إلى عربتهم وشراؤها جميعًا دفعة واحدة. يبيع المتجر الخيول والكلاب من أجل ملء الإصطبلات وبيوت الكلاب، ويبلغ عمر جميع الحيوانات التي تُشترى من المتجر 3 سنوات، ويتراوح نطاق أسعارها بين 200 و350 قطعة نقدية، ويمكن للاعبين شراء الصناديق والمرابط لها. تبيع المتاجر الطعام لحيوانات اللاعبين بتكلفة 95 قطعة نقدية لكل كيس من العلف يحتوي على 100 حصة يومية للحيوانات.

## النقاط
يُعتبر نظام لعب هورس لاند نظامًا تصاعديًا يسعى اللاعبون فيه إلى كسب أكبر عدد ممكن من النقاط؛ سواء لتعبئة حسابهم الخاص أو حساب خيولهم الخاصة. يكسب اللاعبون النقاط من خلال تدريب خيولهم أو كلابهم، إذ يمكن للاعب الواحد امتلاك العديد من الحيوانات ذات السلالات والأوصاف المختلفة. ويُقيد اللاعبون بعمر كلابهم وخيولهم.
عندما يُصبح الحيوان كبيرًا بالسن على تقديم العروض التدريبية، يُقدم للاعبين خيار تقاعد هذه الحيوانات، علمًا أن معظم اللاعبين لا يستغنون عن حيواناتهم ويرسلونهم للتقاعد لأن ذلك يُنشئ «خطوطًا محطمة» تُمحى فيها سجلات الخيول والكلاب من قاعدة بيانات هورس لاند ولا يمكن العثور عليها مرة أخرى.
تستطيع الخيول إعطاء جزء من نقاطها المكتسبة إلى نسلها في حال تكاثرها قبل بلوغ سن التقاعد، وبالتالي يستمر تطوير نظام اللعب عبر سلالة الحيوانات التي يرعاها اللاعبون.
تستغرق النقاط عادة بعض الوقت، ويجب أن يكمل الحصان أو الكلب فحوصاته قبل عرضه اعتمادًا على النقاط.